# FLOWER (ゴダイゴのアルバム)
『FLOWER（フラワー）』とは、1984年1月21日に発売されたゴダイゴの7枚目のオリジナル・アルバムである。

## 解説
- アルバム名には、「綺麗な花束を届けるような気持ちで音楽を届ける」という意味が込められている。
- 収録されている楽曲は全詞英語である。
- ライナー・ノーツ（歌詞カード）の日本語への対訳は、山本安見が担当している。

## 収録曲
1. CARRY LOVE（キャリー・ラヴ）
  - 作詞:奈良橋陽子　作曲:タケカワユキヒデ　編曲:ミッキー吉野
2. SWEET LITTLE TROPICAL GIRL（トロピカル・ガール）
  - 作詞:WILL WILLIAMS　作曲:タケカワユキヒデ　編曲:ミッキー吉野
3. PLEASE LET THE SUN（プリーズ・レット・ザ・サン）
  - 作詞:WILL WILLIAMS　作曲:タケカワユキヒデ　編曲:ミッキー吉野
4. WHAT MORE  CAN I SAY（ホワット・モア・キャン・アイ・セイ）
  - 作詞:WILL WILLIAMS　作曲:タケカワユキヒデ　編曲:ミッキー吉野
5. ONLY SILENCE（オンリー・サイレンス）
  - 作詞:WILL WILLIAMS　作曲:タケカワユキヒデ　編曲:ミッキー吉野
6. MIRACLE（ミラクル）
  - 作詞:WILL WILLIAMS　作曲・編曲:ミッキー吉野
7. GUILTY（ギルティー）
  - 作詞:TOMMY SNYDER、WILL WILLIAMS　作曲:野中三郎　編曲:ミッキー吉野
8. HOW CAN I BELIEVE IN LOVE（ビリーヴ・イン・ラヴ）
  - 作詞:WILL WILLIAMS　作曲:タケカワユキヒデ、ミッキー吉野　編曲:ミッキー吉野
9. I CAN'T LET GO（アイ・キャント・レット・ゴー）
  - 作詞:野中三郎、TOMMY SNYDER　作曲:野中三郎　編曲:ミッキー吉野